# چک‌چک (اردکان)
چَک‌چَک یا «چکچکو» یکی از زیارتگاه‌های مهم زرتشتیان است. این زیارتگاه که زرتشتیان به آن پیرسبز نیز می‌گویند در استان یزد و شهرستان اردکان در کوه‌های میان اردکان و انجیره قرار دارد. زرتشتیان هر ساله از روز ۲۴ خرداد به مدت چهار روز در این زیارتگاه دور هم جمع شده و به نیایش و جشن و شادی می‌پردازند.
گفته می‌شود نام «چک‌چک» یا «چک‌چکو» از صدای قطره‌های آبی گرفته شده که از صخره‌ای می‌چکد و اکنون به درون یک منبع ذخیره هدایت می‌شود. نیایشگاه پیر سبز امکانات رفاهی مانند برق، آب آشامیدنی و تعدادی اتاق دارد که برای استراحت ساخته شده که به آن‌ها «خیله» می‌گویند. در داخل یکی از اتاق‌ها چاهی به ژرفای بیش از ۵۰ متر وجود دارد.
بنا به باور زرتشتیان زمان حمله اعراب مسلمان به ایران که با سقوط پادشاه ساسانی وقت (یزدگرد) انجامید، نیک بانو دختر شاهنشاه از دست اعراب فرار کرد و به سمت اردکان آمده و در میان کوه مخفی و ناپدید شد و این محل به عنوان زیارتگاه زرتشتیان قرار گرفت. یکی از کنیزان نیک بانو به نام گوهر بانو (مروارید) نیز در چند کیلومتری وی مدفون است که با نام پیر هریشت معروف است.

## شرایط ورود به داخل عبادتگاه
از دیدگاه زرتشتیان کسی که می‌خواهد وارد چک‌چک شود باید کاملاً پاک باشد، کفشهایش را از پاهایش بیرون آورد و سر خود را بپوشاند.

## دلیل اصلی چکیدن آب از دیواره کوه
به گفته چند زمین‌شناس هلندی از شرکت رویال داچ شل که به شل معروف است؛ تحقیقات نشان داده، این کوه روی یک گسل زیرزمینی با عمق یک کیلومتر قرار دارد. آبراهه‌های زیرزمینی به این گسل برخورد می‌کند و چون نمی‌تواند عبور کند به دلیل فشار زیاد بالا می‌آید و به دلیل اینکه جنس این کوه آهکی است اجازه تراوش را به آب می‌دهد و در سالهای پرباران این آب مدت زمان بیشتری وجود دارد.

## نگارخانه

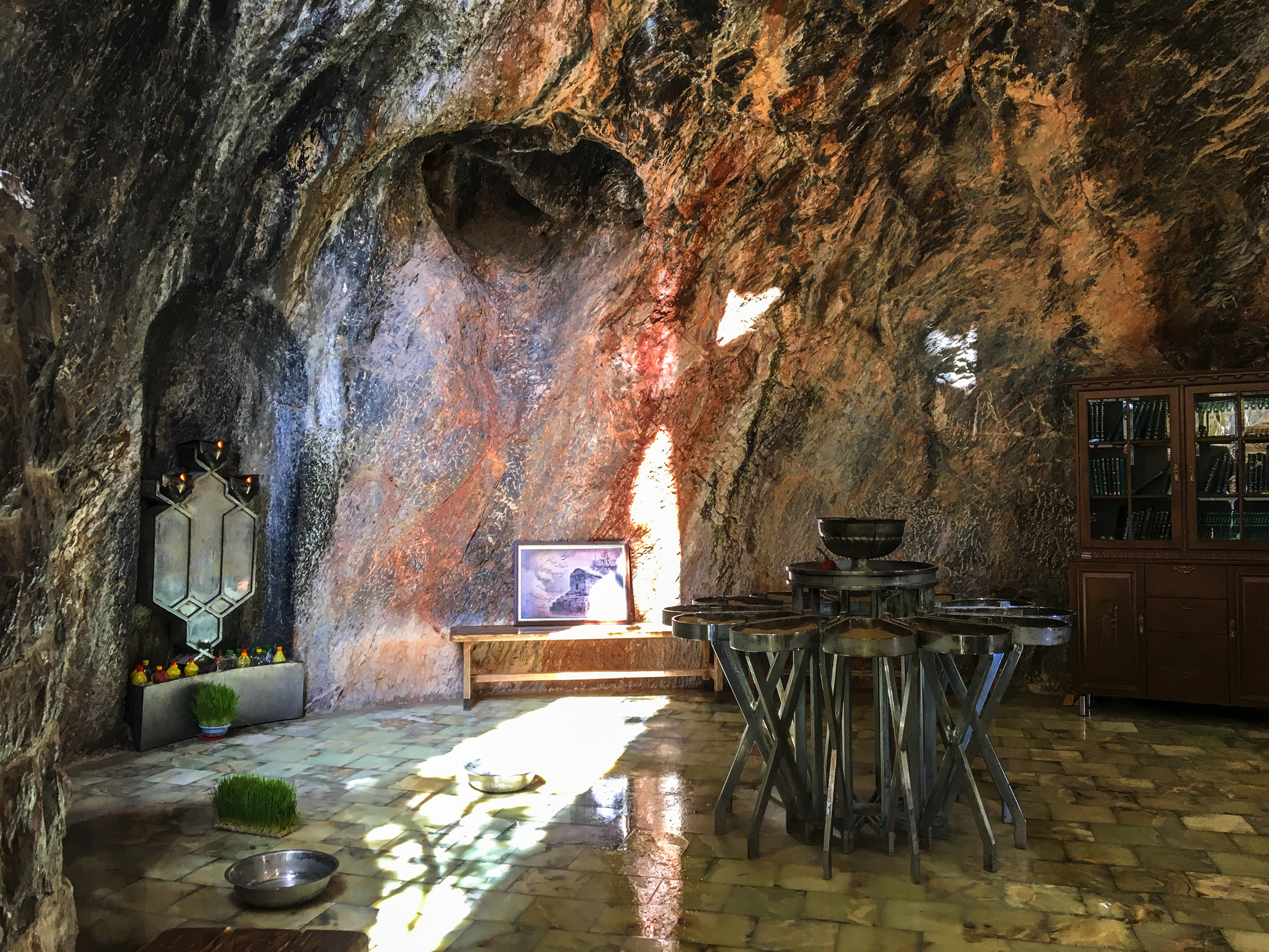
چک‌چک - نمایی از داخل نیایشگاه مقدس زرتشتیان
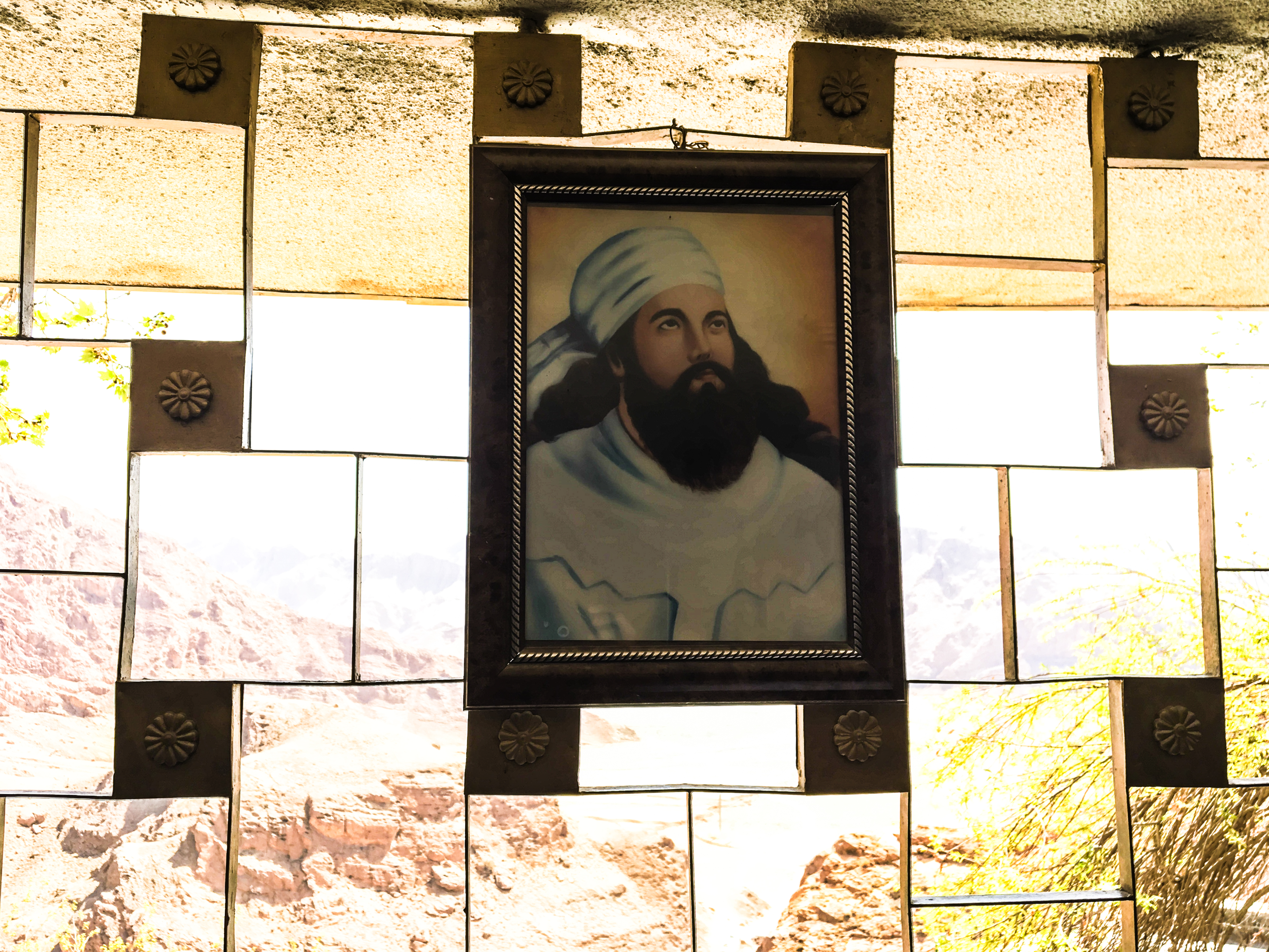
چک‌چک - چهره زرتشت ، پیامبر زرتشتیان
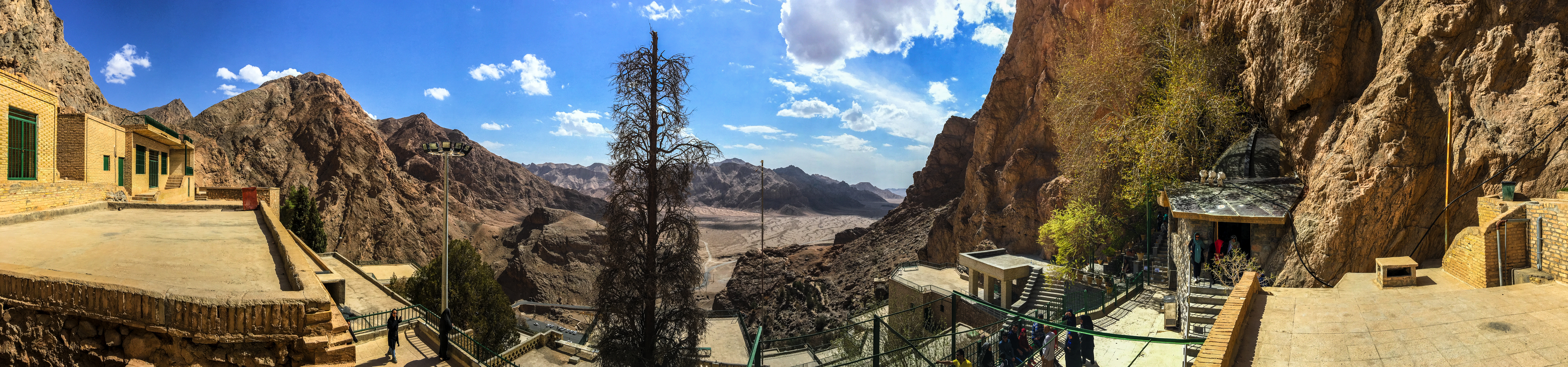
چک‌چک - عکس پانارما از چک‌چک نیایشگاه مقدس زرتشتیان
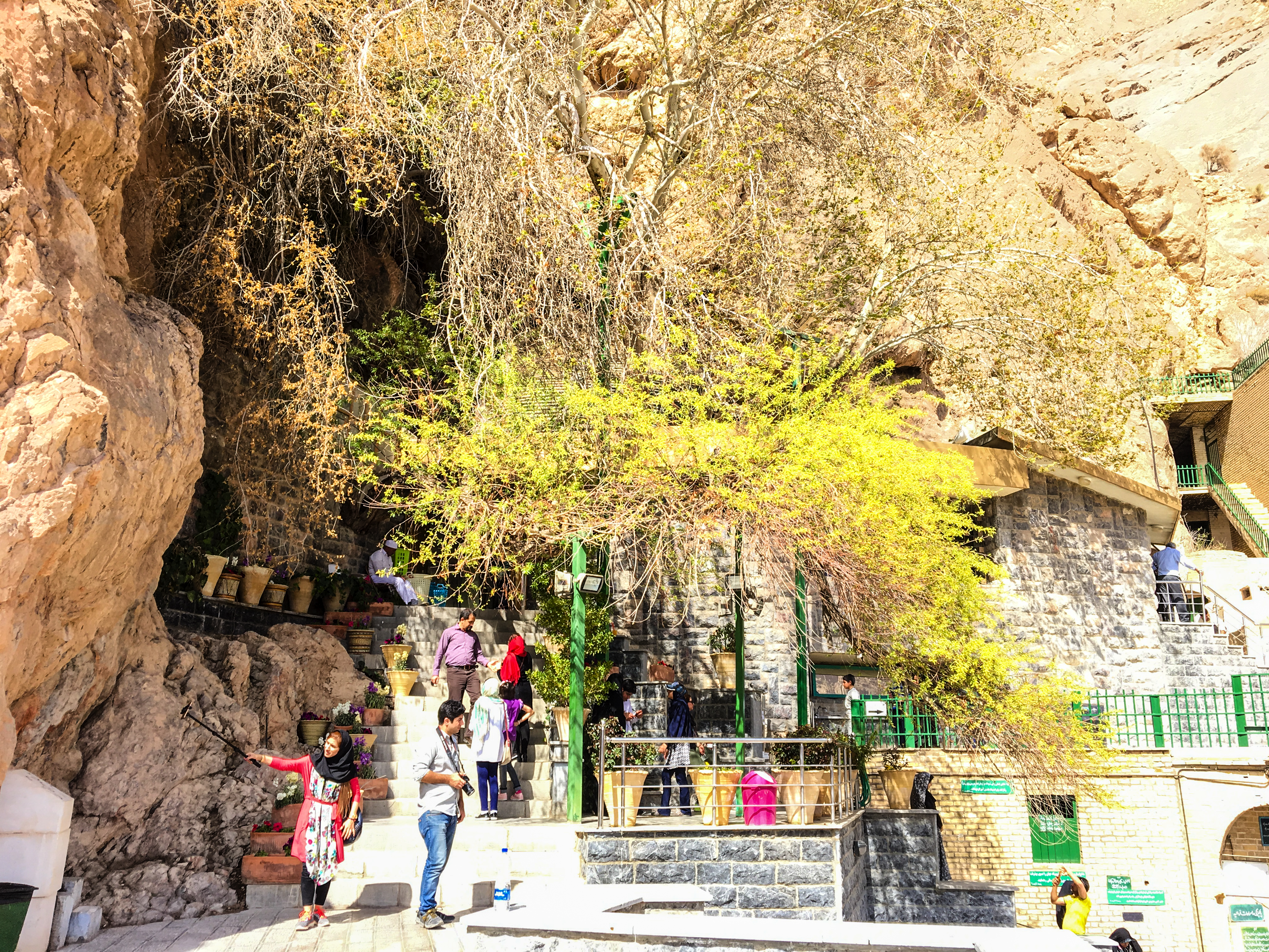
چک‌چک - عکس از بخش بیرونی نیایشگاه مقدس زرتشتیان
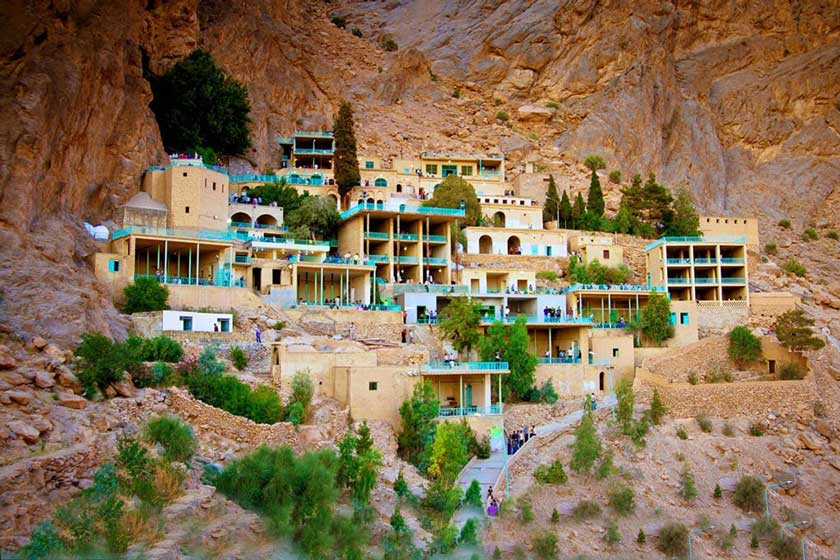
چک‌چک - نمایی  نیایشگاه مقدس زرتشتیان میان دو کوه